# Burgoyne's Cove
Burgoyne's Cove, ou Burgoynes Cove, est un district de services locaux de Terre-Neuve-et-Labrador, au Canada.
Burgoyne's Cove est un village de pêcheurs situé dans l'Est de l'île de Terre-Neuve, sur la péninsule de Bonavista.